# 默尔塞
默尔塞（法語：Meurcé，法語發音：[mœʁse]）是法国萨尔特省的一个市镇，属于马梅尔斯区。

## 地理
默尔塞（48°14'4"N, 0°12'8"E）面积6.16 平方千米，位于法国卢瓦尔河地区大区萨尔特省，该省份为法国西北部内陆省份，北起顺时针与奥恩省、厄尔-卢瓦省、卢瓦-谢尔省、安德尔-卢瓦尔省、曼恩-卢瓦尔省和马耶讷省接壤，是法国大西部的入口，连接卢瓦尔河谷、布列塔尼和巴黎盆地。
与默尔塞接壤的市镇（或旧市镇、城区）包括：杜塞勒、卢塞苏巴隆、维万、努昂。

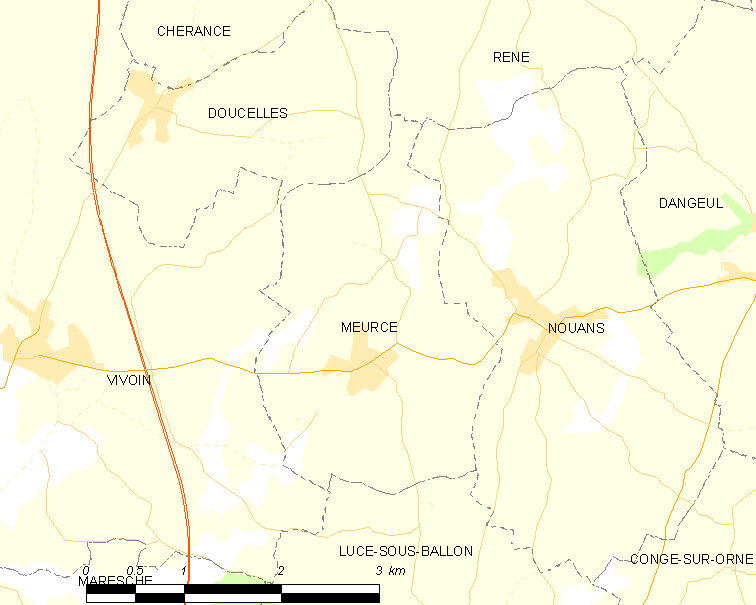
默尔塞的OSM定位图

默尔塞的时区为UTC+01:00、UTC+02:00（夏令时）。

## 行政
默尔塞的邮政编码为72170，INSEE市镇编码为72194。

## 政治
默尔塞所属的省级选区为马梅尔斯县。

## 人口

1962-2008年间默尔塞人口变化图示

默尔塞于2022年1月1日时的人口数量为272人。